# سامسونگ دیجی‌مکس ای۷
سامسونگ دیجی‌مکس ای۷ (به انگلیسی: Samsung Digimax A7) یک دوربین عکاسی ساخت شرکت سامسونگ است.